# NGC 7204/1
NGC 7204/1 је лентикуларна галаксија у сазвежђу Јужна риба која се налази на NGC листи објеката дубоког неба.
Деклинација објекта је - 31° 3' 0" а ректасцензија 22h 6m 53,1s. Привидна величина (магнитуда) објекта NGC 7204 износи 13,6 а фотографска магнитуда 14,5. NGC 72041 је још познат и под ознакама ESO 467-8, MCG -5-52-29, VV 685, AM 2204-311, IRAS 22040-3117, PGC 68061.